# شهرستان حیدان
ناحیهٔ حیدان (به عربی: مدیریة حیدان) یک ناحیه در یمن است که در استان صعده واقع شده‌است.
ناحیهٔ حیدان ۶۰٬۳۳۱ نفر جمعیت دارد.